# 维尔曼
维尔曼（法語：Virming，法語發音：[viʁmɛ̃]；洛林法兰克语：Wirminge）是法国摩泽尔省的一个市镇，属于萨尔堡-萨兰堡区。

## 地理
维尔曼（48°56'44"N, 6°45'3"E）面积10.77 平方千米，位于法国大東部大區摩泽尔省，该省份为法国东北部内陆省份，是洛林的一部分，西南接默尔特-摩泽尔省，东临下莱茵省，北与卢森堡和德国接壤。
与维尔曼接壤的市镇（或旧市镇、城区）包括：贝内斯特罗夫、贝尔默兰、弗朗卡尔特罗夫、格罗唐坎、讷维拉日、罗达尔布、瓦勒-莱贝内斯特罗夫。

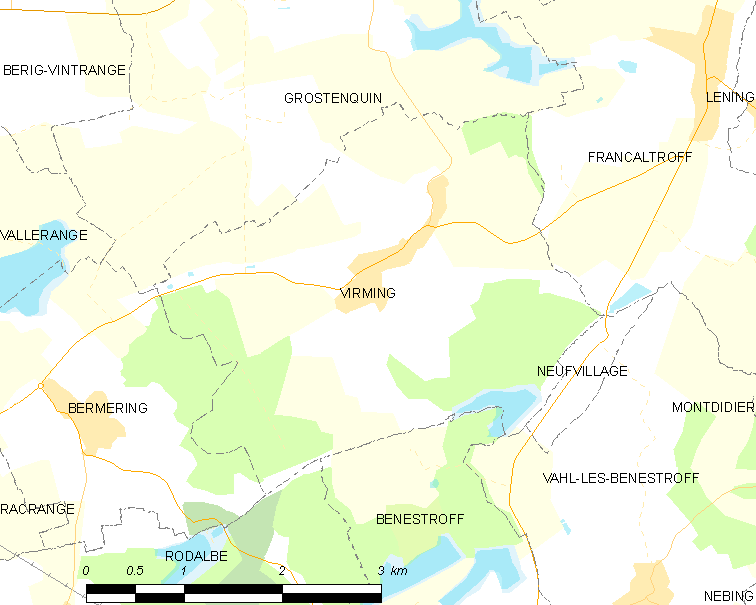
维尔曼的OSM定位图

维尔曼的时区为UTC+01:00、UTC+02:00（夏令时）。

## 行政
维尔曼的邮政编码为57340，INSEE市镇编码为57723。

## 政治
维尔曼所属的省级选区为索努瓦县。

## 人口

1962-2008年间维尔曼人口变化图示

维尔曼于2022年1月1日时的人口数量为295人。